# Hucisko
Hucisko [pronunciación en polaco: /xuˈt͡ɕiskɔ/] es un pueblo en el distrito administrativo de Gmina Drużbice, dentro del condado de Bełchatów, voivodato de Łódź, en el centro de Polonia. Se encuentra a unos 6 kilómetros sureste de Drużbice, 11 kilómetros al noreste de Bełchatów, y 39 kilómetros al sur de la capital regional Łódź.